# 聖格雷戈里奧區
7°03′27″S 79°05′42″W / 7.0576°S 79.0949°W
聖格雷戈里奧區（西班牙語：Distrito de San Gregorio），是秘魯的一個區，位於該國北部卡哈馬卡大區的聖米格爾省，始建於1857年1月2日，面積308.1平方公里，海拔高度1,854米，2005年人口2,688，人口密度每平方公里8.7人。